# James Murphy (guitariste)
Pour les articles homonymes, voir James Murphy.
James Murphy est un guitariste de death metal américain né le 30 juillet 1967 à Portsmouth en Virginie.
Ses nombreux albums dont certains ont marqué le thrash et le death metal témoignent d’une grande virtuosité et d’une impressionnante maitrise du sweeping. Ses solos de guitare sur les albums de Death, Obituary, Cancer et Disincarnate auxquels il a participé ont contribué à faire de ces disques des références du death metal.
Cependant, de graves problèmes de santé l’éloignent des studios et des scènes de concert.
James Murphy est aussi ingénieur du son et producteur. Il a travaillé sur des albums de Konkhra, Skinlab, Dali's Dilemmna, Dekapitator, Deathwitch et d’autres encore…
James Murphy a aussi joué en concert avec Agent Steel (1987-1988) et a collaboré en 1989 avec Hallows Eve, deux groupes parmi les pionniers malheureux du thrash metal. On peut l’entendre en tant que guitariste soliste ponctuel sur de nombreux albums, citons parmi ces collaborations les plus connues : Steve Morse (un solo sur Prime cuts), Malevolent Creation (plusieurs solis sur Retribution et The Will to Kill, Solstice (4 solos sur le morceau éponyme) et même, pour les Français, Agressor (sur Medieval rites & Spirit of Evil.
Par ailleurs, James Murphy écrivit des cours de guitare pour le magazine américain Guitar Player.

## Discographie
- Agent Steel - Mad Locust Rising: Live at the Hammersmith Odeon June '87 (1987)
- Death - Spiritual Healing (1990)
- Obituary - Cause of Death (1990)
- Cancer - Death Shall Rise (1993)
- Disincarnate - Dreams of the Carrion Kind (1993)
- Testament - Low (1994)
- Testament - Live at the Fillmore (1995, live)
- Convergence (1996)
- Konkhra - Weed Out The Weak (1997)
- Explorer's Club - Age Of Impact (1998)
- Testament - The Gathering (1999)
- Konkhra - The Freakshow (1999, EP)
- Konkhra - Come Down Cold (1999)
- Feeding the Machine (1999)
- Agressor - Medieval Rites (2000)

NB : les albums non précédés d’un nom de groupe sont ceux de James Murphy en solo.